# Grúňový potok (přítok Hlbokého potoka)
Grúňový potok je potok na dolní Oravě, na území okresu Tvrdošín. Jde o levostranný přítok Hlbokého potoka, měří 4,8 km a je tokem VI. řádu.

## Pramen
Pramení v jihozápadním výběžku Skorušinských vrchů, v geomorfologickém podcelku Kopec, na severozápadním svahu Brezového vrchu (1 135,9 m n. m.) v nadmořské výšce přibližně 1 005 m n. m..

## Popis toku
V pramenné oblasti teče na krátkém úseku na sever, zprava přibírá tři krátké přítoky ze severozápadních svahů Brezového vrchu a stáčí se na severozápad. Zleva přibírá přítok z oblasti Prostredného a pokračuje víceméně směrem na sever, přičemž se obloukem vypíná na západ. Koryto toku se výrazněji vlní, zleva přibírá přítok ze severozápadního svahu Grúňa (917,6 m n. m.), následně vstupuje do Oravské kotliny, z pravé strany ještě přibírá přítok z lokality Tokáreň, těsně před ústím se stáčí na východ a v nadmořské výšce cca 663 m n. m. se jižně od obce Liesek vlévá do Hlubokého potoka.

## Jiné názvy
- Michalov potok
- Liesecká voda
- Liesecký potok
- Liesek
- Omegový potok, Omejový potok
- Omegový potôčik, Omejový potôčik
- nářečně: Michalou potok, Ľiesecká voda